# Jessie Ware
Jessica Lois "Jessie" Ware (sinh ngày 15 tháng 10 năm 1984) là nữ ca sĩ kiêm sáng tác nhạc người Anh. Sau thời gian cộng tác trong các đêm nhạc cùng Jack Peñate, cô được giới thiệu đến cho SBTRKT và hợp tác trong các bài hát như "Valentine" hay "Nervous", giúp Ware giành được hợp đồng thu âm cùng hãng PMR Records. Album phòng thu đầu tay của cô, Devotion (2012) được các nhà phê bình âm nhạc tán thưởng và giành được đề cử giải Mercury cho "Album của năm". Album đạt vị trí thứ 5 và được chứng nhận đĩa Vàng tại Anh Quốc, với 2 trong số 6 đĩa đơn được phát hành vươn đến top 50 UK Singles Chart. Album phòng thu thứ hai, Tough Love (2015) nhận được những phản hồi tích cực từ phía chuyên môn và đạt đến top 10 UK Albums Chart. 2 đĩa đơn "Say You Love Me" và "Tough Love" lần lượt vươn đến top 40 và top 30 tại Anh Quốc.
Cho đến nay, cô đã giành được 4 đề cử giải MOBO, 2 đề cử giải Brit, 1 đề cử giải Mercury và thắng 1 giải South Bank Sky Arts. Album  Devotion từng được trang Pitchfork xếp vào "Top 100 album xuất sắc nhất thập niên cho đến hiện tại" vào tháng 8 năm 2014. Ware là bạn của Felix White từ nhóm The Maccabees, nữ ca sĩ Adele và tác giả E. L. James. Tháng 9 năm 2014, cô kết hôn người bạn thuở thơ ấu Sam Burrows, người cô gặp ở trường tại Skopelos, Hy Lạp, nơi hai người từng đính hôn.

## Danh sách đĩa nhạc
- Devotion (2012)
- Tough Love (2014)
- Glasshouse (2017)
- What's Your Pleasure? (2020)
- That! Feels Good! (2023)